# Voorhoede van de Rode Jeugd
Voorhoede van de Rode Jeugd (Russisch: Авангард красной молодёжи, Avangard Krasnoi Molodyozhi (AKM)) is een radicale Russische communistische jeugdbeweging. De website beschrijft het als een "onafhankelijke jongerenorganisatie". Het "grondgebied van actie" is Rusland, door de organisatie gezien als hart en ziel van "de republiek van de Sovjet-Unie". De ideologie is het marxisme-leninisme. Akm maakt deel uit van de Links Front-alliantie in Rusland. De onofficiële leider was in 2010 Sergej Oedaltsov, die al meerdere malen werd gearresteerd wegens protesten tegen de regering van Vladimir Poetin.
In oktober 2008 werd de AKM lid van het Links Front, een alliantie van revolutionaire marxistische en anarchistische groepen die is aangesloten bij Het Andere Rusland.